# Eclipse y Quimera
Eclipse y Quimera es el sexto álbum de estudio de la banda de rock peruano Zen. El disco retoma la temática rock de la banda, cuenta como punto resaltante la participación de la cantante salsera Daniela Darcourt.
Lista de canciones:
1. Confusión 2:46
2. Fuego Eterno (Versión Dueto) Featuring – Daniela Darcourt 3:24
3. Fragilidad    5:41
4. Sueños	2:50
5. Tan Cruel	3:37
6. No Estás Tan Lejos	4:05
7. Confusión (Unplugged)	2:47
8. Fuego Eterno	3:23
9. Fuego Eterno (Unplugged)	3:27

Es un EP que trae cuatro canciones nuevas: “Confusión”, “Fuego Eterno” y dos adicionales que se llaman “Fragilidad” y “Sueños”.
Además, el disco cuenta con un bonus track que trae las versiones acústicas y dos canciones que lanzó hace la banda pero no habían sido incluidas en un disco. 
El disco no fue editado en formato físico, por lo que solo se puede escuchar en las plataformas de la banda. Dos de esas canciones las produjo Manuel Garrido Lecca.